# Chiesa ortodossa ceca e slovacca
La Chiesa ortodossa ceca e slovacca, ufficialmente Chiesa ortodossa delle Terre Ceche e della Slovacchia (in ceco Pravoslavná církev v českých zemích a na Slovensku; in slovacco Pravoslávna cirkev v českých krajinách a na Slovensku), è una Chiesa ortodossa autocefala diffusa in Repubblica Ceca ed in Slovacchia. Occupa il 14º posto nel dittico delle Chiese ortodosse. Il suo primate ha il titolo di metropolita delle Terre ceche e della Slovacchia. L'attuale primate è l'arcivescovo Rastislav, eletto l'11 gennaio 2014 da un sinodo straordinario a seguito delle dimissioni del precedente primate, Cristoforo, il 12 aprile 2013. Nel gennaio 2016 Rastislav ha ottenuto il riconoscimento dal patriarca ecumenico, che inizialmente non aveva approvato la rimozione dell'amministratore locum tenens, l'arcivescovo Simeon, e la successiva elezione di Rastislav da parte del sinodo.

## Storia
La Chiesa ortodossa delle Terre Ceche e della Slovacchia ha una storia piuttosto recente alle spalle. Tuttavia essa occupa i territori che furono parte della Grande Moravia, regione oggetto dell'opera di evangelizzazione dei fratelli Cirillo e Metodio che diffusero la liturgia bizantina. Nell'885, a seguito della morte di Metodio, la missione fu sciolta per volere del papa Stefano V e fu introdotto il rito latino. Le tradizioni liturgiche ortodosse sopravvissero in Slovacchia per via della sua vicinanza alla Rus' di Kiev. Tuttavia, nel 1646 gran parte dei sacerdoti di rito bizantino entrò in comunione con la Chiesa cattolica in conseguenza dell'unione di Užhorod.
Al termine della prima guerra mondiale, dopo la rimozione delle restrizioni alla pratica della religione ortodossa, vari gruppi di fedeli lasciarono la Chiesa cattolica. Tra loro, alcuni si rivolsero alla Chiesa ortodossa serba. Fu il caso del sacerdote cattolico Matěj Pavlík, da anni interessato alla tradizione del cristianesimo orientale. Il 25 settembre 1921, dopo la conversione e l'acquisizione del nome monastico di Gorazd (nome di un discepolo di San Metodio), fu consacrato vescovo di Moravia-Slesia dal patriarca serbo Demetrio nel corso di una cerimonia tenutasi nella Cattedrale di San Michele Arcangelo a Belgrado.

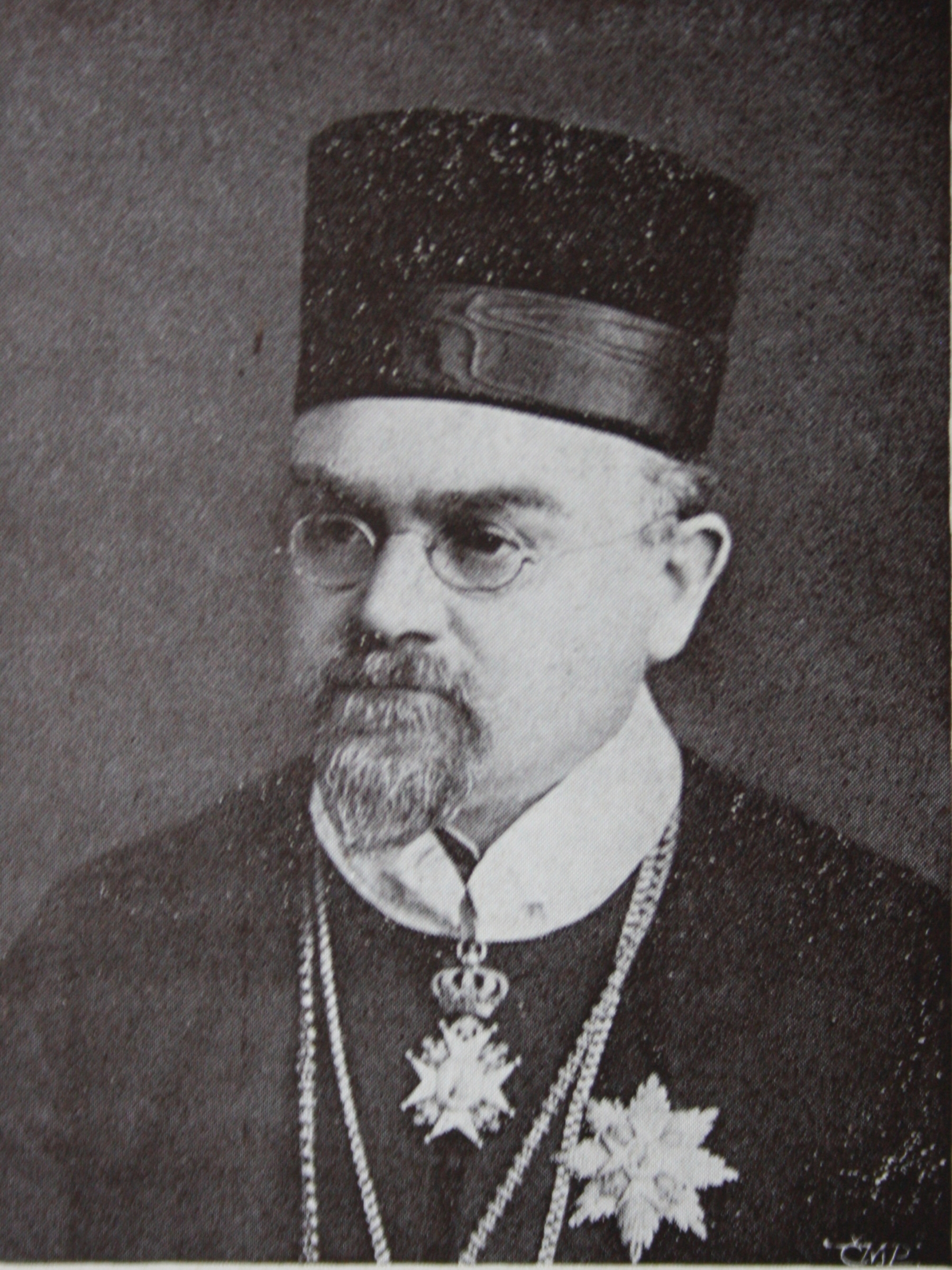
San Gorazd

Come esponente di punta dell'ortodossia nel nascente Stato cecoslovacco, Gorazd pose le fondamenta della Chiesa ortodossa in Boemia, Moravia e Slovacchia. In particolare, in Boemia supervisionò la costruzione di 11 chiese e 2 cappelle. Tradusse in lingua ceca i testi liturgici e accolse i fedeli della Rutenia subcarpatica desiderosi di lasciare la Chiesa greco-cattolica rumena. Nel 1929 la Chiesa serba autorizzò la creazione di due eparchie: una con centro a Praga e l'altra con centro a Mukačevo.
L'occupazione nazista iniziata nel 1938 condusse alla creazione del Protettorato di Boemia e Moravia e della Repubblica Slovacca collaborazionista. Nel 1941 il gerarca nazista Reinhard Heydrich divenne governatore del protettorato. Dopo il suo assassinio, avvenuto il 27 maggio 1942, i partigiani cechi responsabili dell'azione trovarono rifugio nella cripta della cattedrale ortodossa dei Santi Cirillo e Metodio. In ciò furono aiutati da un laico consacrato che tenne informato Gorazd, ma poco dopo furono scoperti e costretti al suicidio il 18 giugno. Il vescovo Gorazd e alcuni sacerdoti e laici furono fucilati il 4 settembre 1942. I nazisti proibirono le attività della Chiesa in Boemia e Moravia, chiudendo templi e cappelle e procedendo ad esecuzioni di sacerdoti e fedeli. In totale furono 256 i martiri ortodossi durante il periodo del protettorato.
Al termine del conflitto mondiale il potere giurisdizionale sulla Chiesa ortodossa cecoslovacca passò dalla Chiesa serba al Patriarcato di Mosca che diede vita ad un esarcato. La mutata situazione giurisdizionale fu riconosciuta dal Santo Sinodo serbo il 15 maggio 1948. Il 9 dicembre 1951 il patriarca Alessio I garantì l'autocefalia alla Chiesa cecoslovacca, anche se la decisione non fu riconosciuta dal Patriarcato ecumenico di Costantinopoli fino al 27 agosto 1998. Dal momento dell'ottenimento dell'autocefalia, alla guida della Chiesa fu posto un metropolita. Il martirio del vescovo Gorazd fu riconosciuto dalla Chiesa ortodossa serba il 4 maggio 1961, attraverso la sua canonizzazione come nuovo martire. Il 24 agosto 1987 presso la cattedrale di Olomouc ebbe luogo la canonizzazione da parte della Chiesa ortodossa cecoslovacca.
Nel 2001 la Chiesa ortodossa delle Terre Ceche e della Slovacchia contava circa 250.000 seguaci.

## Organizzazione

Cattedrale di Aleksandr Nevskij, Prešov (Slovacchia)

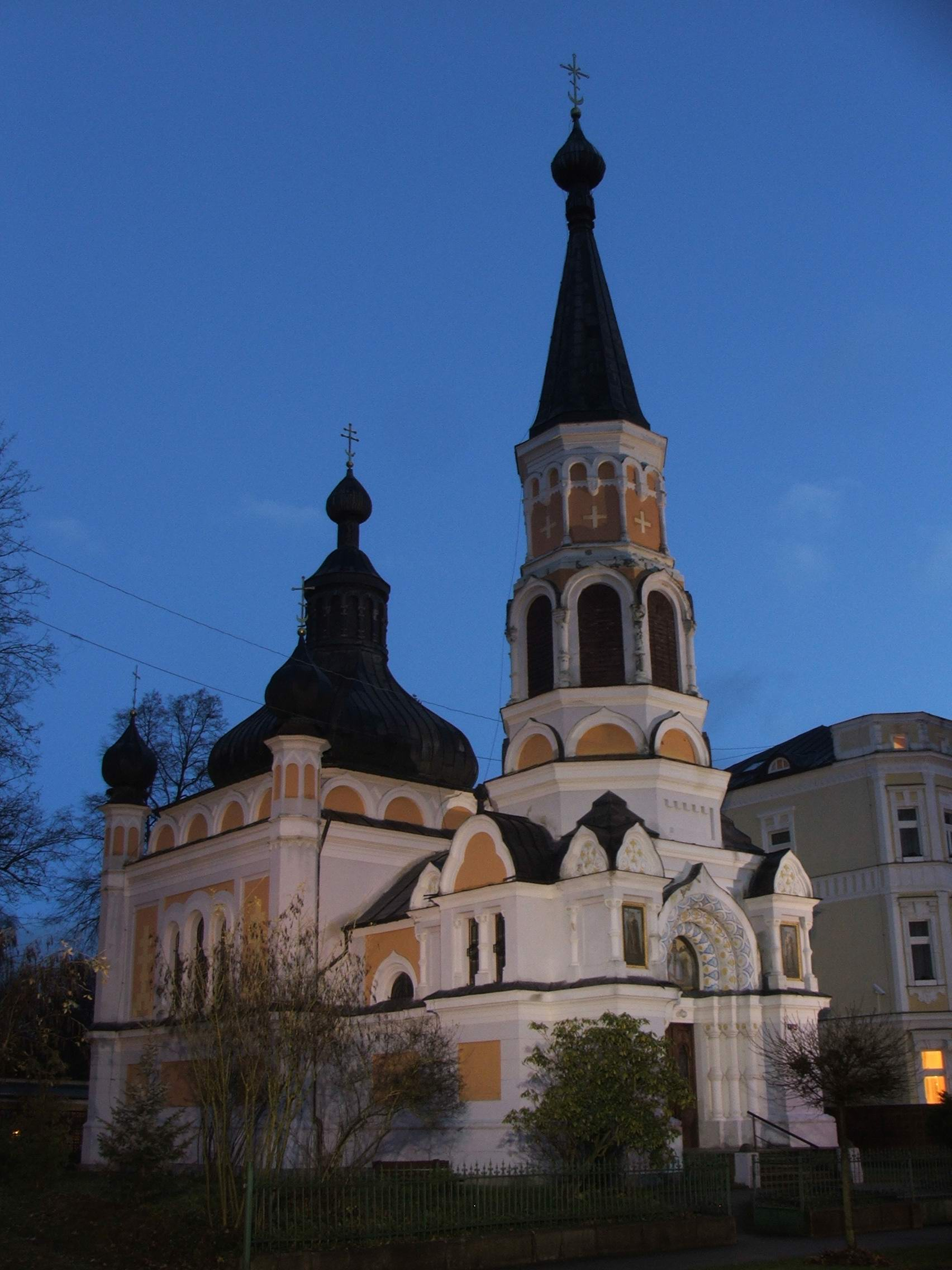
Chiesa di Sant'Olga, Františkovy Lázně (Repubblica Ceca)

A seguito della dissoluzione della Cecoslovacchia nel 1993, le attività religiose ortodosse continuarono nei due nuovi Stati attraverso due entità legali separate, la Chiesa ortodossa delle Terre Ceche e la Chiesa ortodossa slovacca, ma canonicamente unite sotto il nome di Chiesa ortodossa delle Terre Ceche e della Slovacchia. Essa è attualmente organizzata in 4 eparchie divise in due centri amministrativi: il Consiglio metropolitano della Repubblica Ceca e quello della Slovacchia, rispettivamente siti a Praga e a Prešov. Sotto la giurisdizione del primo vi sono l'eparchia di Praga e quella di Olomouc e Brno, mentre sotto quella del secondo si trovano l'eparchia di Prešov e quella di Michalovce e Košice.
Dopo la morte del metropolita Doroteo nel 1999, l'arcivescovo di Prešov Nicola fu eletto come suo successore. Nel 2006, a seguito della morte di Nicola, fu eletto l'arcivescovo di Praga Cristoforo, dimissionario il 12 aprile 2013 in conseguenza di un presunto scandalo sessuale. L'arcivescovo di Olomouc e Brno Simeon ha svolto le funzioni di locum tenens fino all'elezione del nuovo metropolita Rastislav avvenuta nel gennaio 2014.
In Repubblica Ceca sono presenti 82 parrocchie ortodosse, di cui 51 in Boemia e 31 in Moravia-Slesia. In Slovacchia invece si trovano 69 parrocchie nell'eparchia di Prešov e 21 in quella di Michalovce. La facoltà teologica ortodossa dell'Università di Prešov provvede alla formazione dei sacerdoti della Chiesa ceca e slovacca. Essa mantiene anche una sede distaccata ad Olomouc. I due monasteri principali sono quello di San Procopio di Sázava a Most e quello della Dormizione di Maria a Vilémov.

### Eparchie e vescovi
- Eparchia di Praga e delle Terre Ceche:
- Eparchia di Prešov e della Slovacchia: Ratislav Gont (dal 2012)
- Eparchia di Olomouc e Brno: Simeon Jakovljević (dal 2006)
- Eparchia di Michalovce-Košice: George Stránský (dal 2007)

### Vicariati
- Eparchia di Komárno: Tichon Hollósy (dal 2006) - vescovo vicario di Prešov
- Eparchia di Hodonín: Joachim (Hrdý (dal 2009) - vescovo vicario di Olomouc

## Lista dei primati
| Metropolita | Inizio          | Fine             | Nazionalità      | Nome secolare     |
| ----------- | --------------- | ---------------- | ---------------- | ----------------- |
| Eleuterio   | 8 dicembre 1951 | 28 novembre 1955 | Unione Sovietica | Veniamin Voroncov |
| Giovanni    | 17 maggio 1956  | 23 ottobre 1964  | Unione Sovietica | Michail Kuchtin   |
| Doroteo     | 25 ottobre 1964 | 30 dicembre 1999 | Cecoslovacchia   | Dimitrij Filip    |
| Nicola      | 4 giugno 2000   | 30 gennaio 2006  | Slovacchia       | Mikuláš Kocvár    |
| Cristoforo  | 28 maggio 2006  | 12 aprile 2013   | Repubblica Ceca  | Radim Pulec       |
| Rastislav   | 11 gennaio 2014 |                  | Slovacchia       | Ondrej Gont       |